# Viviers-lès-Montagnes
Viviers-lès-Montagnes (okzitanisch Vivièrs de las Montanhas) ist eine französische Gemeinde mit 6.567 Einwohnern (Stand: 1. Januar 2022) im Département Tarn in der Region Okzitanien. Sie gehört zum Arrondissement Castres und ist Teil des Kantons Le Pastel (bis 2015: Kanton Labruguière). Die Einwohner werden Viviérois genannt.

## Geografie
Viviers-lès-Montagnes liegt etwa sieben Kilometer südwestlich von Castres in der Montagne Noire am Fluss Bernazobre. Umgeben wird Viviers-lès-Montagnes von den Nachbargemeinden Saïx im Norden, Navès im Osten und Nordosten, Saint-Affrique-les-Montagnes im Osten und Südosten, Verdalle im Süden, Soual im Westen sowie Cambounet-sur-le-Sor im Nordwesten.

## Bevölkerungsentwicklung
| Jahr                      | 1962 | 1968 | 1975 | 1982 | 1990 | 1999 | 2006 | 2012 |
| Einwohner                 | 734  | 712  | 870  | 1347 | 1473 | 1633 | 1666 | 1885 |
| Quelle: Cassini und INSEE |      |      |      |      |      |      |      |      |

## Sehenswürdigkeiten
- Schloss Viviers, Monument historique

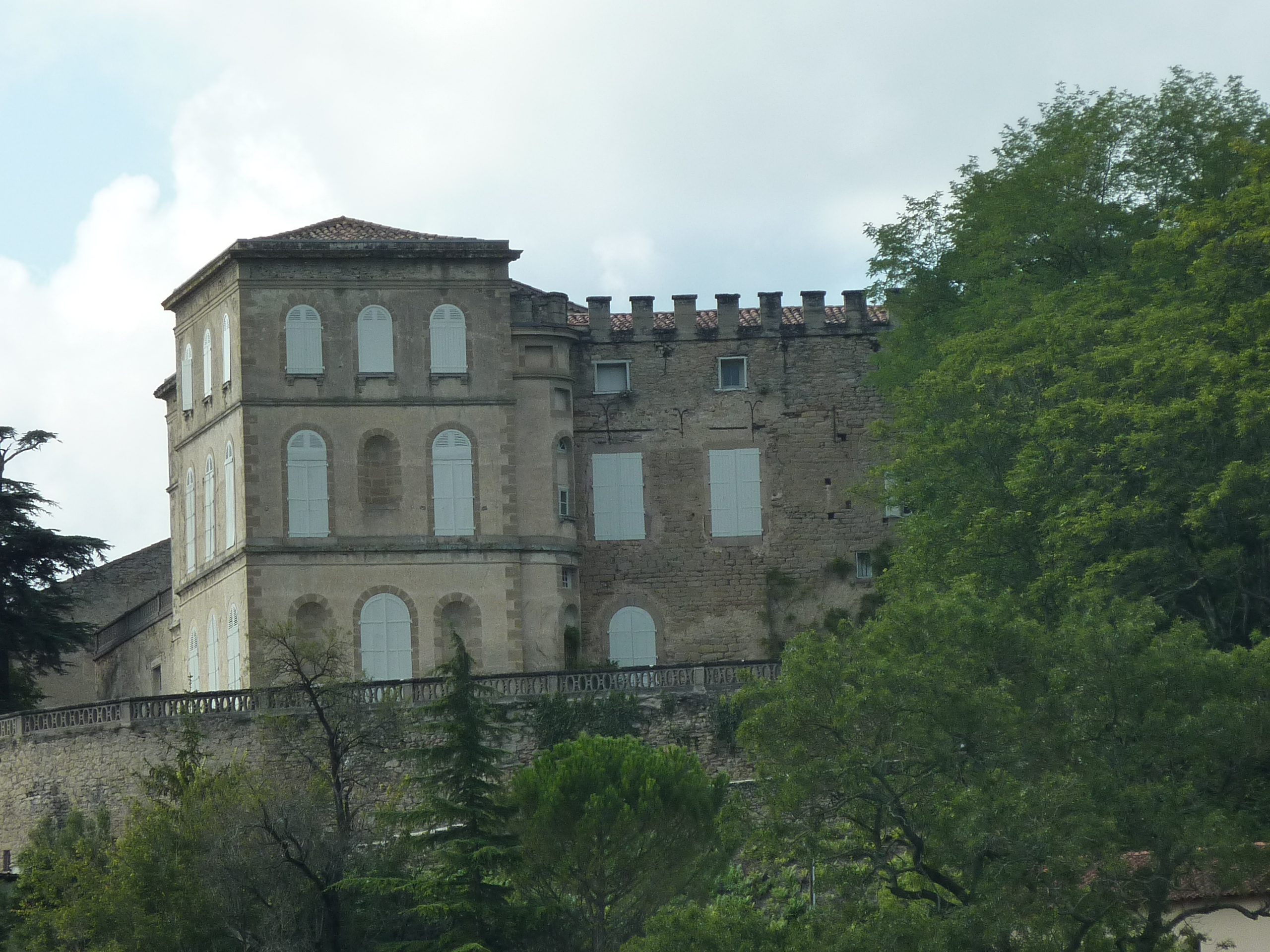
Schloss Viviers

- Alte Windmühle